# Stirnwaffenträger
Die Stirnwaffenträger (Pecora) sind ein Taxon (eine systematische Lebewesengruppe) innerhalb der Paarhufer.

## Merkmale

### Die Stirnbewaffnung
Namensgebendes Merkmal sind die Stirnwaffen. Das sind meist Auswüchse des Stirnbeins, die je nach Familie unterschiedlich gebaut sind. Bei zwei Gattungen, den Moschustieren und den Wasserrehen, fehlen sie allerdings.
- Die Giraffenartigen (Giraffidae) – Giraffe und Okapi – haben Knochenzapfen, die mit behaarter Haut umkleidet sind.

- Die Hirsche (Cervidae) sind durch ein Geweih gekennzeichnet, das aus zapfenförmigen Knochengebilden („Rosenstöcken“) wächst. Es besteht aus Knochensubstanz und wird jedes Jahr nach der Paarungszeit abgestoßen und neu gebildet.

- Die Hornträger (Bovidae) haben Hörner aus Knochensubstanz, die aus dem Stirnbein herauswachsen und von einer Schicht aus Hornsubstanz bedeckt sind. Letztere entsteht aus der Haut, die die knöchernen Hörner bedeckt und Hornzellen abscheidet, welche schließlich zu einer harten Hornscheide verdicken. Die ältesten Hornschichten wandern dabei immer weiter Richtung Hornspitze. Beim Herauslösen der Hornscheide vom knöchernen Horn ist diese innen hohl, wovon sich die alte Bezeichnung „Cavicornia“ („hohle Hörner“) für die Hornträger herleitet. Die Hörner werden meist ein Leben lang beibehalten. Mit Ausnahme der Vierhornantilope haben alle Hornträger zwei Hörner.

- Bei den Gabelhornträgern (Antilocapridae) schließlich werden die Hörner ähnlich wie die der Hornträger gebildet, im Gegensatz dazu werden die Hornscheiden aber jährlich abgeworfen.

Die Stirnwaffen können dem Imponiergehabe, dem Kampf um das Paarungsvorrecht und auch der Verteidigung dienen. In fast allen Fällen sind sie geschlechtsdimorph ausgebildet, das heißt bei Männchen größer als bei Weibchen. Bei einigen Arten wie nahezu allen Hirschen, einigen Waldböcken und dem Okapi fehlt den Weibchen die Stirnbewaffnung.

### Sonstige Merkmale
Die Körpergröße der Stirnwaffenträger variiert beträchtlich. Einige Vertreter wie die Böckchen oder die Pudus sind sehr klein, im Gegensatz dazu können Rinder oder Giraffen ein Gewicht von über einer Tonne erreichen. Als Paarhufer teilen die Stirnwaffenträger die Merkmale dieser Gruppe, die relativ unbeweglichen Füße mit zwei oder vier Zehen, die der schnellen Fortbewegung dienen. Sie zählen zu den Wiederkäuern, haben also einen vierkammerigen Magen, der der besseren Verwertung der Pflanzennahrung dient.

## Verbreitung und Lebensweise
Stirnwaffenträger sind nahezu weltweit verbreitet, sie kommen in Amerika, Eurasien und Afrika vor. Sie sind reine Pflanzenfresser und leben oft in hierarchisch gegliederten Gruppen. Einige Vertreter (etwa Hausrind, Hausschaf und Hausziege) haben als Haustiere weltweite Bedeutung erlangt, andere sind als Park- und Jagdtiere weltweit verbreitet worden, wieder andere wurden jedoch durch die Bejagung und die Lebensraumzerstörung an den Rand der Ausrottung gedrängt.

## Systematik
Die Stirnwaffenträger sind die Schwestergruppe der Hirschferkel, die sich durch einen dreikammerigen Magen und das Fehlen von Stirnwaffen von diesen unterscheiden. Gemeinsam bilden sie die Unterordnung der Wiederkäuer (Ruminantia) in der Ordnung der Paarhufer beziehungsweise der Cetartiodactyla.
Folgende fünf rezente Familien werden dazugezählt:
- Die Giraffenartigen (Giraffidae) setzen sich aus zwei äußerlich unterschiedlichen Gattungen zusammen, den Giraffen und dem Okapi.
- Die Moschustiere oder Moschushirsche (Moschidae) sind eine in Ostasien lebende Gruppe hirschähnlicher, aber stirnwaffenloser Tiere.
- Die Gabelhornträger (Antilocapridae) umfassen nur eine Art, den in Nordamerika lebenden Gabelbock.
- Die Hirsche (Cervidae) setzen sich aus rund 45 Arten zusammen, die durch ein Geweih charakterisiert sind, das in der Regel nur die Männchen tragen. Zu den auch in Europa verbreiteten Arten zählen unter anderem der Rothirsch, das Reh, der Elch und das Rentier.
- Die Hornträger (Bovidae) sind die artenreichste und vielgestaltigste Gruppe. Zu ihnen zählen die Rinder, die Ziegenartigen, die Gazellenartigen und mehrere als Antilopen bezeichnete Gruppen.

Die interne Systematik der Stirnwaffenträger ist unübersichtlich und umstritten. Zwar wurden traditionell Hirsche, Moschustiere und Gabelhornträger als Hirschartige (Cervoidea) zusammengefasst, verschiedene molekulare Untersuchungen liefern jedoch andere – und uneinheitliche – Ergebnisse, sodass die Frage nach einer phylogenetischen Systematik der Stirnwaffenträger bislang nicht eindeutig beantwortet werden kann.